# Grécia nos Jogos Olímpicos de Inverno de 1952
A Grécia competiu nos Jogos Olímpicos de Inverno de 1952, em Oslo, na Noruega.